# السرب 135 (إسرائيل)

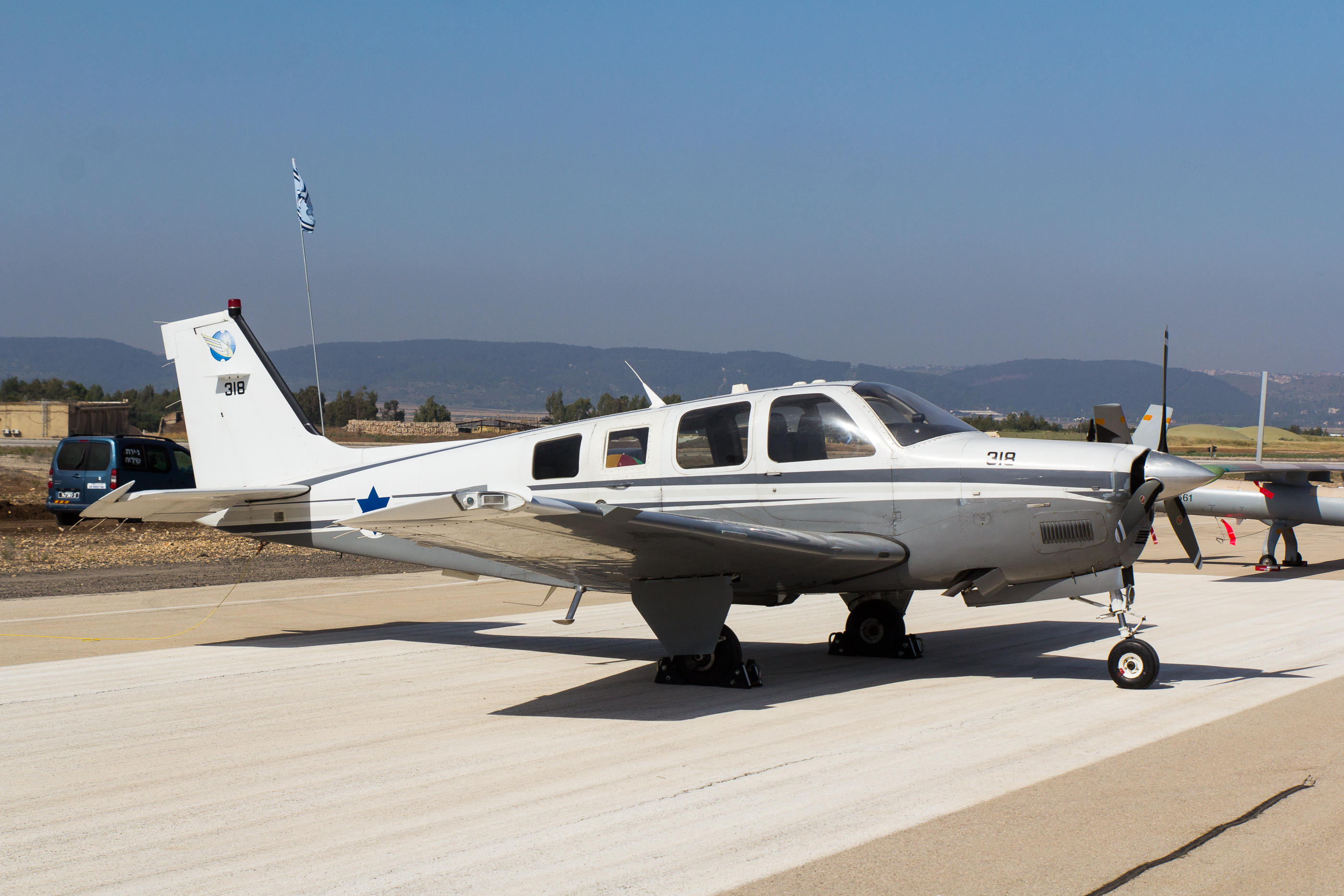
طائرة بونزانا إيه36 («خوفيت») تابعة للسرب

السرب 135 والمعروف أيضاً باسم سرب ملوك الطيران، كان سرب يتبع القوات الجوية الإسرائيلية من 1987 لغاية 2018.
خدم في هذا طائرات بيتشكرافت سوبر كينج إير 200 («تسوفيت» و«كوكيا») وبيتشكرافت إيه 36 بونانزا («خوفيت»). وتمركز السرب في مطار سدي دوف.

## تاريخه
تأسس السرب في الأول من مايو 1974، باسم «سرب النقل الخفيف». ومنذ ذلك الحين نفذ السرب العديد من المهام، حيث نقل القادة والضباط في إسرائيل والخارج، بالإضافة إلى مهام النقل، والحرب الإلكترونية وجمع المعلومات الاستخبارية، والعديد من المهام التدريبية، حيث يطير الملاحون خلال دورة الطيارين في مدرسة الطيران، ويقوم بتدريب الطيارين من جميع الفيلق على أنواع طائراته الثلاثة.
وقد جاء تأسيسه خلال عملية سريعة، ودون العديد من العقبات البيروقراطية، كجزء من تعلم الدروس بعد حرب أكتوبر. قرر قائد القوات الجوية في ذلك الوقت، اللواء بيني بيليد، أن القوات الجوية تحتاج إلى سرب قادر على تنفيذ مهام النقل في جميع الظروف. بالإضافة إلى ذلك، زادت القوات الجوية قوة سرب الجمل الطائر (السرب 100)، وتقرر تقسيمه، وإسناد مهام النقل والدوريات إلى سرب ملوك الطيران. بقيت طائرات كرين وسبارو في سرب الجمل الطائر، بينما انتقلت طائرات سيسنا وإيلاندر إلى سرب النقل الخفيف. أُرسل اثنين من الطيارين إلى الولايات المتحدة بعد حوالي نصف عام من نهاية حرب أكتوبر، وعملوا على متن طائرة «زامير» (80-بي كوين آير).
نفذ السرب 88 طلعة استطلاعية و 35 طلعة نقل خلال عملية الليطاني في 1978. وقام السرب برحلات نقل لأعضاء فريق التفاوض على متن طائرات «زامير» إلى القاهرة والإسكندرية.أثناء مفاوضات السلام مع مصر.
أُعيد تعريف مهام السرب بعد نية شراء طائرات بيتشكرافت آر سي-12دي «غاردريل» [الإنجليزية] لمهام الاستخبارات في 30 يوليو 1982. استوعب السرب الطائرات الجديدة في نوفمبر 1984 وأطلق عليها اللقب العبري «كوكو». كان السرب يؤدي مهام عملياتية باستخدام طائرات كوكو منذ 1985. وعلى مر السنين، تلقى السرب العديد من الطائرات الجديدة؛ ففي 1995، استُبدلت طائرات سيسنا بطائرات «باشوش» (تي بي-20 تريند)، وفي 2002 استُبدلت طائرات نايتنغل بطائرات سكوت.
واستُبدلت طائرات باشوش بطائرات كوستال في 2004، واستخدمها السرب حتى حله في 2018.
حلق السرب بالعديد من أنواع الطائرات المتنوعة خلال سنوات نشاطه، وأظهر إنجازات رائعة، على سبيل المثال هو السرب الذي لديه أكبر عدد من ساعات الطيران في القوات الجوية. فقد عمل سرب ملوك الطيران في نشاط عملياتي لصالح أمن إسرائيل الحالي، في جميع القطاعات، بينما انخرطت معظم الأسراب منخرطة في التدريب.
ناشد السرب عامة الناس اقتراح اسم جديد في 2004، وفي غضون بضعة أشهر تبنى اسمه الحالي «سرب ملوك الطيران»، والذي مثله بالفعل بطريقة مناسبة، وذلك بفضل طائراته التي تنتجها شركة «كينغ إير» (والتي تُترجم بالعبرية إلى «ملك الطيران»)، وبفضل احتفاظه بسجل ساعات الطيران لسنوات عديدة.
كما تقاسم السرب فرعه الفني، الذي كان مسؤولاً عن صيانة الطائرات وإعدادها للطلعات الجوية، مع السرب 100 («سرب الجمل الطائر»).
انحل السرب في ديسمبر 2018 ودُمج مرة أخرى في السرب 100.

## وصلات خارجية
- אתר חיל-האוויר : סיפורו המסתורי של מטוס ה"קוקיה"
- אתר חיל-האוויר
- אתר חיל-האוויר
- אתר חיל-האוויר
- אתר חיל-האוויר
- אתר חיל-האוויר